# 昌江双盖蕨
昌江双盖蕨（学名：Diplazium changjiangense）也称海南短肠蕨，为蹄盖蕨科双盖蕨属下的一个植物种。其种加词“hainanensis”意为“海南的”。